# Mikóháza
Mikóháza ist eine Gemeinde im Komitat Borsod-Abaúj-Zemplén.

## Geografische Lage
Mikóháza liegt im Norden Ungarns, 100 Kilometer vom Komitatssitz Miskolc entfernt.
Nachbargemeinden sind Alsóregmec 4 km, Vilyvitány 6 km und Széphalom 5 km.
Die nächste Stadt Sátoraljaújhely ist 5 km von Mikóháza entfernt.

## Geschichte
Der Name des Dorfes geht zurück auf Mikó, der 1273 dieses Gebiet als Lehen von Elisabeth, der Mutter von König Ladislaus IV. erhielt. Die Bewohner lebten meist von der Waldwirtschaft.
Mikóháza wurden nicht von den Türken besetzt. Infolge der Reformation und Gegenreformation war die Bevölkerung nach dem Glaubensbekenntnis gespalten. Die erste Kirche wurde 1769 gebaut.
Später siedelten sich hier auch Russinen, Deutsch und Juden an.